# Heilsbronn
Heilsbronn è una città tedesca situata nel land della Baviera.